# 바람아 말하라
"바람아 말하라"는 1965년 공개된 대한민국의 영화이다.

## 배역
- 신성일 : 완호 역
- 김지미 : 귀선 역
- 최지희 : 경희 역
- 황해 : 수억 역
- 정애란
- 최남현 : 귀선의 아버지 역
- 주선태 : 민 사장 역
- 김신재
- 강문